# Atractus duboisi
Atractus duboisi — вид змій родини полозових (Colubridae). Ендемік Еквадору. Описаний у 2022 році.

## Поширення і екологія
Atractus duboisi мешкають в Еквадорських Андах, від гір Кордильєра-Реаль до гір Кордильєра-де-лос-Гуакамайос, на території провінції Напо. Вони живуть у вологих гірських і хмарних тропічних лісах, на висоті від 1500 до 2200 м над рівнем моря.

## Збереження
МСОП класифікує цей вид як такий, що перебуває під загрозою зникнення. Atractus duboisi загрожує знищення природного середовища, пов'язане з побудовою греблі.